# Alex Genaro
Alex Genaro (Rio de Janeiro - 12 de setembro de 1975) é um ilustrador, quadrinhista e arte-educador brasileiro.

## Biografia
Em 1996, ganhou um prêmio de quadrinhos realizado pela gibiteria Cult Comics e o estúdio Art & Comix (que agenciava quadrinhistas brasileiros para o mercado americano), que foi entregre por Mike Deodato Jr..
Publicou nas revistas Escribas do inferno e Impacto. Com o roteirista Alex Mir, lançou a série Valkíria, sobre uma garota das selvas em um futuro pós-apocalíptico com criaturas pré-históricas. A personagem havia sido concebida em 1995, a pedido do editor Paulo Hamasaki, mas acabou ficando engavetada, antes de Alex Genaro, Mir tentou a parceria com outros ilustradores, mas não ficou do seu agrado, em 2007, ele resolveu resgatar a personagem com Genaro, que fez modificações no visual da personagem.
A personagem foi publicada pela primeira vez na revista Tempestade Cerebral nº2, em março de 2008, com distribuição do coletivo Quarto Mundo, logo em seguida, foi publicada na revista Lorde Kramus, revista do personagem epônimo do gênero espada e feitiçaria criado por Gil Mendes, em 2013, Valkíria é publicada pela Editora Draco na antologia Imaginários em Quadrinhos nº1 (2013).
Em 2013, foi um dos fundadores do coletivo Capa Comics em Duque de Caxias, no mesmo ano, adaptou o livro A Mão e a Luva de Machado de Assis, que também contou com roteiros de Alex Mir.
Em 2014, a série Valkíria estreou no formato webcomic no site de Petisco, em 2015, a Draco publica o álbum Valkiria – Fonte da Juventude, que rendeu dois troféus do Prêmio Angelo Agostini de melhor roteirista (Alex Mir) e melhor publicação. Em 2016 a dupla publica o álbum independente Valkíria – Olhos de Cristal. Em 2016, ilustrou Folklóricas nº1 - Y-iara caapora irumo, roteirizada por Alex Mir.
Em 2017, ilustrou o álbum Orixás - em guerra, escrito por Alex Mir, o álbum ganhou 30º Troféu HQ Mix na categoria Publicação independente de grupo. No mesmo ano, participou de um artbook em homenagem ao centenário do quadrinista Jack Kirby, idealizado pelo quadrinista Will e Edson Diogo do site Guia dos Quadrinhos, financiado pelo Catarse Em 2018, foi um dos artistas da antologia Frankenstein 200, em homenagem aos 200 anos do livro Frankenstein da escritora Mary Shelley.
Em junho de 2019, a dupla lança uma campanha no Catarse para o terceiro álbum de Valkíria, Valkíria - Guerra Fria, com a história-título ilustrada por Genaro roteirizada por Jorge Gonçalves, publicada anteriormente no site Petisco e A Deusa da Caverna, história inédita escrita, também ilustrada Genaro e escrita por seu amigo de infância João Carpalhau, um dos fundadores do coletivo Capa Comics falecido em 2018, contudo, a campanha não foi bem sucedida. Em fevereiro de 2020, uma nova campanha do mesmo material é lançada e financiada. Em maio de 2021, lança a campanha de Valkíria - A Fonte da Juventude e Outras Histórias foi financiada via Catarse, contendo as histórias A Fonte da Juventude, Café da manhã com os mortos (ilustrada pela dupla Laudo Ferreira e Omar Viñole) e duas histórias inéditas Poesia Inacabada, escrita por Danilo Dias e ilustrada porGenaro e Musa, escrita por Hamilton Kabuna e Thais Linhares, com desenhos de Thais Linhares e May Santos, o êxito da campanha permitiu que também fosse publicada uma adaptação da série para RPG de mesa pelo Lampião Game Studio. Também em 2021, o site Petisco é descontinuado e a série recebe indicações ao 33º Troféu HQ Mix nas seguinte categorias:Web tiras (Valkíria no espaço) Publicação Independente Seriada (Valkíria:Guerra Fria) e Publicação Juvenil (Valkíria:Guerra Fria) e Arte-finalista Nacional (Alex Genaro - Valkíria:Guerra Fria).
Além dos quadrinhos, Genaro ilustrou os RPGs Maytréia e Rebelião – Ascensão e Queda publicados pela Editora Daemon e colaborou com as revistas de passatempos da linha Coquetel da Ediouro Publicações. Atualmente é professor de desenho na LDZ Escola.